# Clan Rinaldi
Il clan Rinaldi è un sodalizio camorristico operante sul territorio di San Giovanni a Teduccio nell'area orientale della città di Napoli.

## Storia
Il clan Rinaldi è nato nel 1989 dalla scissione del clan Mazzarella. Il clan sin dall'inizio è segnato da grandi legami di sangue tra i suoi capi, la loro leadership era convenzionale, forte e imponente. Il suo primo boss è stato Antonio Rinaldi, detto 'O Giallo, capo con grandi capacità criminali e ucciso nello stesso 1989 per ordine di Gennaro Mazzarella. Dopo la morte di  'O Giallo, suo fratello Vincenzo ha preso le redini del clan. Personaggio di notevole carisma criminale, Vincenzo è stato ucciso nel 1996, dopo un'escalation di violenza tra i Rinaldi e i Mazzarella. L'altro fratello, Gennaro, detto  'o Lione, lo sostituisce a capo dell'organizzazione. Tra gli anni 1996 e 2009, il clan è stato fortemente attivo nel mercato internazionale della contraffazione. In modo da poter coordinare gli affari del gruppo, i vertici dell'organizzazione si trasferirono all'estero. Questa assenza dei capi sul territorio ha reso il gruppo estremamente vulnerabile ai costanti tentativi di altri clan, dell'area orientale di Napoli, di espandere il loro territorio.
L'organizzazione successivamente si ristabilì fortemente nel territorio di San Giovanni a Teduccio, quando Ciro Rinaldi, detto My Way, ha preso il controllo del clan negli anni 2010. Infatti, il clan ha raggiunto l'apice nel 2017 e nel 2018, nel quale convergono diversi clan satellite, uno capeggiato da Luigi Esposito, detto “o’ Sciamarro”, e un altro controllato da Luisa De Stefano, “La Pazzignana”, del Rione De Gasperi di Ponticelli. Ciro Rinaldi, secondo gli inquirenti, ha una mente da cinico stratega e il livore tipico del criminale spietato.

## Fatti recenti
Secondo il pentito Vincenzo Amirante, il clan Rinaldi ha fatto un patto con i vertici della cosiddetta Paranza dei Bambini, già prima di essere capegiatta dagli eredi dei Giuliano; l'obiettivo principale del patto era quello di eliminare i Mazzarella e di prendersi la zona della Maddalena.
Il clan è alleato con la potente Alleanza di Secondigliano, decisivo per rendere i Rinaldi uno dei clan più potenti della camorra. E avevano in poco tempo conquistato il monopolio della vendita di marijuana nella periferia orientale della città.
I Rinaldi hanno fatto una forte alleanza con i De Luca Bossa e gli Aprea-Cuccaro, che dall'inizio del 2019 è egemone in gran parte dell'area orientale di Napoli.
Il 16 febbraio 2019, Ciro Rinaldi, detto My Way, è stato arrestato a San Pietro a Patierno. Il 18 settembre 2019, Rinaldi è stato condannato all'ergastolo per il duplice omicidio di Ciro Colonna, colpito per errore, e per Raffaele Cepparulo, boss dei "Barbudos" del Rione Sanità.
Nel dicembre 2019, sono state riportate nei media le prime dichiarazioni del neo pentito Tommaso Schisa sulle dinamiche del clan Rinaldi, facendo luce su l'omicidio di Vincenzo De Bernardo. Infatti, secondo Schisa, De Bernardo è stato ucciso per aver violato il patto sulla droga con i capi del gruppo Piezzo e , soprattutto, con il superboss Ciro Rinaldi.
Nel febbraio 2020, sono stati arrestati quattro soggetti affiliati al clan, tra le quali figurano anche Rita e Francesco Rinaldi, figli del defunto boss 'O Giallo, nonché nipoti dell’attuale capoclan My Way. Loro sono accusati di usura, estorsione e tentata estorsione con l'aggravante del metodo mafioso.

## Personaggi di spicco
- Ciro Rinaldi, detto My Way. — Boss del clan. Arrestato nel febbraio 2019 e condannato all'ergastolo.
- Sergio Grassia, detto Sergiolino. — Braccio destro del boss. Arrestato nel giugno 2019.[13]
- Raffaele Oliviero, detto o Pop. — Capoparanza. Arrestato nel giugno 2019.[14]
- Ciro Grassia — Capoparanza. Arrestato nel maggio 2019.[15]
- Raffaele Maddaluno, detto Nzalatella. — Capoparanza. Si è consegnato alle forze dell’ordine nel febbraio 2019.[16]